# Мишел Платини (бразилски футболист)
Мишел Платини Ферера Мешкита (на португалски: Michel Platini Ferreira Mesquita), познат като Мишел Платини или само Мишел, е бразилски футболист. Роден е на 8 септември 1983 г. в Бразилия в едноименната столица. Висок е 189 см и тежи 80 кг.

## Кариера
Мишел е играл за бразилските Сан Лоренсо, Гама, Сейландия и Арагуаина преди да премине в ПСФК Черноморец (Бургас). В първия си сезон в България той играе 27 мача и вкарва 11 гола. През май 2009 българските медии съобщават, че той е цел на руския Амкар Перм и ПФК Левски (София). На 10 юни 2009 г. Мишел получава нов договор с клуба до края на 2013 г. В края на август 2009 преминава в осигурилия си участие в групите на Лига Европа отбор на ПФК ЦСКА (София) за 800 хиляди евро. Впоследствие ЦСКА опитва чрез административни и съдебни процедури да протака плащането на сумата. До септември 2012 г. ЦСКА дължи за трансфера му на Черноморец Бургас 272 000 евро, без лихвите и ДДС за цялата сделка в размер на 102 000 евро. Въпреки това Платини е картотекиран и играе за ЦСКА.

## Лудогорец
Дебютният мач на Платини за Лудогорец е във финала за суперкупата на България на 10 юли 2013 г. срещу Берое завършил 1:1 в редовното време и продълженията. При изпълнението на дузпите Платини вкарва една от петте дузпи. Следващият му мач е в турнира за Шампионската лига срещу Слован Братислава на 17 юли 2013 г. Още в първите минути на срещата получава контузия, след която не е на терена почти един месец. На 10 август 2013 г. дебютира в А ПФГ за Лудогорец при домакинската победа с 3-0 над ЦСКА, като влиза резерва в 77-а минута. Вторият му мач е 17 август 2013 г. при гостуването на Локомотив (Пловдив) спечелен с 1:0, като отбелязва единствения гол в срещата.

## Статистика по сезони
| Сезон    | Отбор           | Първенство      | Мачове | Голове |
| -------- | --------------- | --------------- | ------ | ------ |
| 2008/09  | Черноморец (Бс) | А група         | 27     | 10     |
| 2009/10  | Черноморец (Бс) | А група         | 4      | 3      |
| 2009/10  | ЦСКА (Сф)       | А група         | 17     | 2      |
| 2010/11  | ЦСКА (Сф)       | А група         | 18     | 10     |
| 2011/ес. | ЦСКА (Сф)       | А група         | 12     | 4      |
| 2012/пр. | Динамо          | румънска лига 1 | 8      | 0      |
| 2012/13  | ЦСКА (Сф)       | А група         | 16     | 8      |
| 2013/14  | Лудогорец (Рз)  | А група         | 12     | 3      |

## Успехи

### ЦСКА
- Носител на купата на България: 2010/11
- Носител на суперкупата на България: 2011

### „Лудогорец“
- Шампион на A ПФГ: 2013/14
- Носител на купата на България: 2013/14